# Bodemgebruik

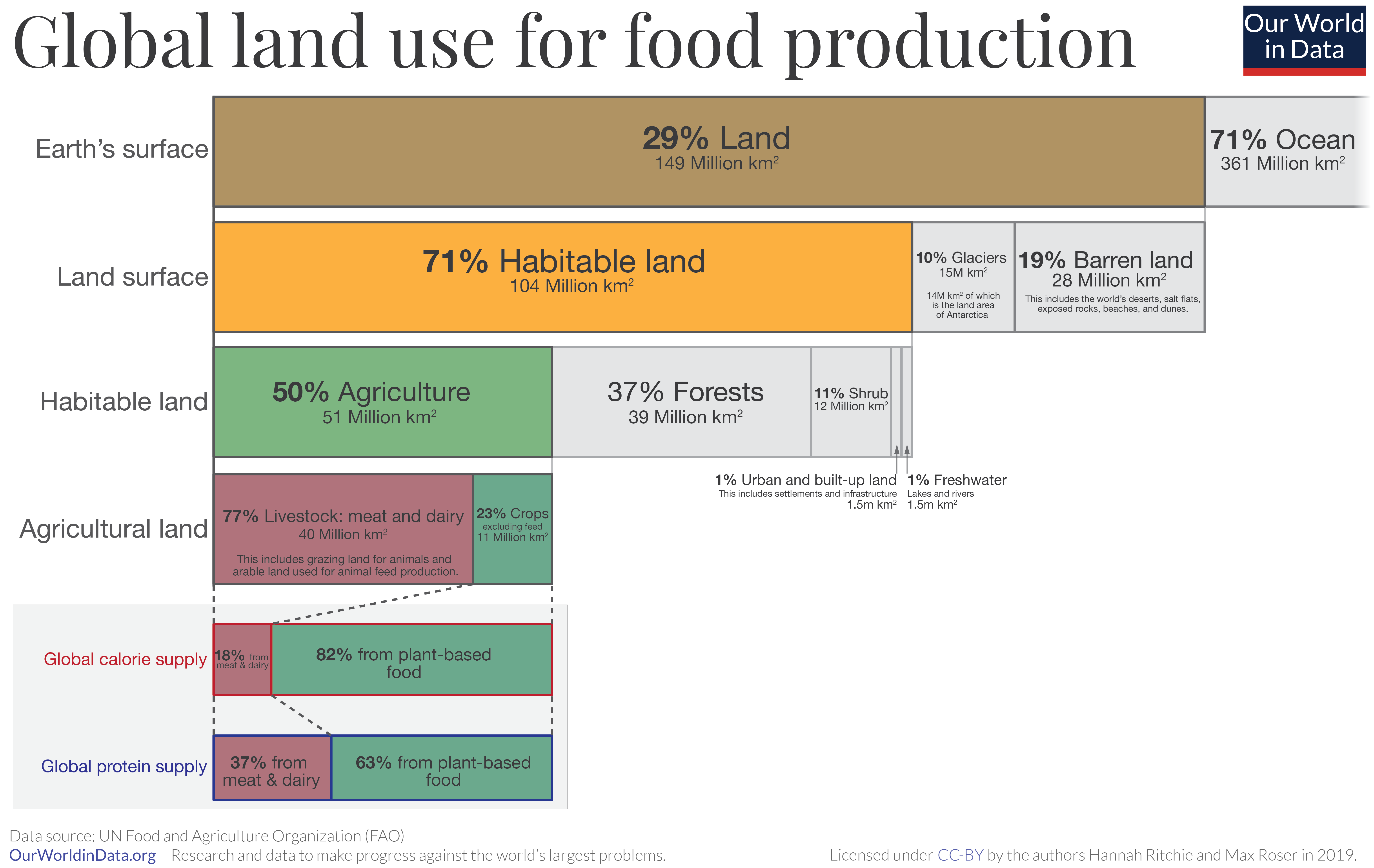
Globale verdeling van het bodemgebruik.

De mens maakt op verschillende manieren gebruik van de bodem. De bodem en het bodemleven zijn deel van het ecosysteem van de aarde. De bodem vormt de ondergrond voor, en verschaft de benodigde voedingsstoffen aan, agrarische, bosbouw- en tuinbouwkundige productie. Infrastructuur wordt aangelegd op, of in de bodem. De bodem levert daarnaast grondstoffen voor uiteenlopende producten als baksteen, drinkwater en, in de vorm van zeldzame aard-metalen, mobiele telefoons . 
Om in de toekomst de bodem te kunnen blijven gebruiken is bodembeheer nodig. Bodembeheer heeft veel te maken met waterbeheer, omdat regenwater over, of door de bodem stroomt, en er in Nederland ook veel waterbodems zijn.
Als bodemkundigen spreken van bodemgebruik, dan bedoelen ze met name de bodemfuncties en bodemdiensten.

## Bodemfuncties
De mens gebruikt de draagfunctie van de bodem om er gebouwen en wegen op te bouwen; er kabels en leidingen in te leggen, en ondergronds, voor parkeergarages en tunnels.
De productiefunctie van de bodem wordt onder andere gebruikt voor de productie van land- en tuinbouwproducten en voor de houtproductie. Delfstoffen als zand, grind en klei, olie en gas zijn belangrijk voor de welvaart van een land. Drinkwater wordt grotendeels uit de bodem betrokken, en veel producten worden gemaakt met behulp van grondwater. De bodem dient daarnaast voor de opslag van energie (koude-warmteopslag) en voor de winning van aardwarmte.
De regulatiefunctie van de bodem is van groot belang voor het ecologisch evenwicht van een gegeven ecosysteem. Water wordt door de bodem geabsorbeerd en vastgehouden, waardoor de overlast van regen wordt beperkt, terwijl er in droge periodes juist genoeg drinkwater beschikbaar is. De bodem houdt daarnaast grote hoeveelheden, in organisch materiaal aanwezig, koolstof vast, bijvoorbeeld in toendra's en veengebieden.
Geologen, biologen (paleontologen) en archeologen gebruiken de informatiefunctie van de bodem en het bodemarchief om te leren over ontwikkelingen van duizenden tot miljoenen jaren geleden. Het vroeger voorkomen van dinosauriërs is ontdekt door het bodemarchief. De opbouw van de bodem geeft informatie over het klimaat van vroegere, warmere of koudere periodes, wat weer helpt bij het voorspellen van de effecten van klimaatverandering.

## Bodemdiensten
Een andere antropocentrische benadering is het concept van de ecosysteemdiensten van de bodem. Het idee hierbij is dat de bodem 'diensten' levert die de mens kan benutten. Deze 'bodemdiensten' hebben te maken met het vermogen van de bodem om nutriënten te leveren en biomassa te produceren (bodemvruchtbaarheid), het vermogen om regenwater te filteren (drinkwaterproductie), pieken in de neerslag te bufferen en om ziekten en plagen onder controle te houden (biologische landbouw, duurzame landbouw).